# Mjatežnaja zastava
Mjatežnaja zastava (Мятежная застава) è un film del 1967 diretto da Adol'f Solomonovič Bergunker.